# جمعية '78
جمعية '78 (بالآيسلندية: Samtökin '78) هي منظمة غير حكومية تدافع عن مصلحة وحقوق المثليات والمثليين ومزدوجي التوجه الجنسي والمتحولين جنسياً (اختصاراً: LGBT) في آيسلندا. توفر المنظمة التثقيف حول المسائل المتعلقة بالمثليين والمثلية الجنسية، وتقديم المشورة والاستشارات القانونية لمجتمع المثليين، بالإضافة إلى إدارة نادٍ للشباب المثلي ويستضيفون منازل مفتوحة مرة واحدة في الأسبوع مخصصة لمجتمع المثليين وحلفائهم.

## تاريخ
تأسّست جمعية '78 -منظمة للمثليين والمثليات جنسيا في آيسلندا- عام 1978 كمكان تجمع للحياة الاجتماعية للمثليين والمثليات ومن أجل المطالبة بحقوق المثليين في أيسلندا. في عام 1992، قررت المنظمة السماح للأشخاص مزدوجي التوجه الجنسي بالانضمام، وفي عام 2007 تم الترحيب أيضًا بالمتحولين جنسيا.